# Tenri-kyō
Tenri-kyō (jap. 天理教 Tenri-kyō; Nauka Niebiańskiej Mądrości) – jeden z nowych ruchów religijnych, powstałych w XIX wieku w Japonii na bazie shintō. 

Logo wspólnoty Tenri-kyō

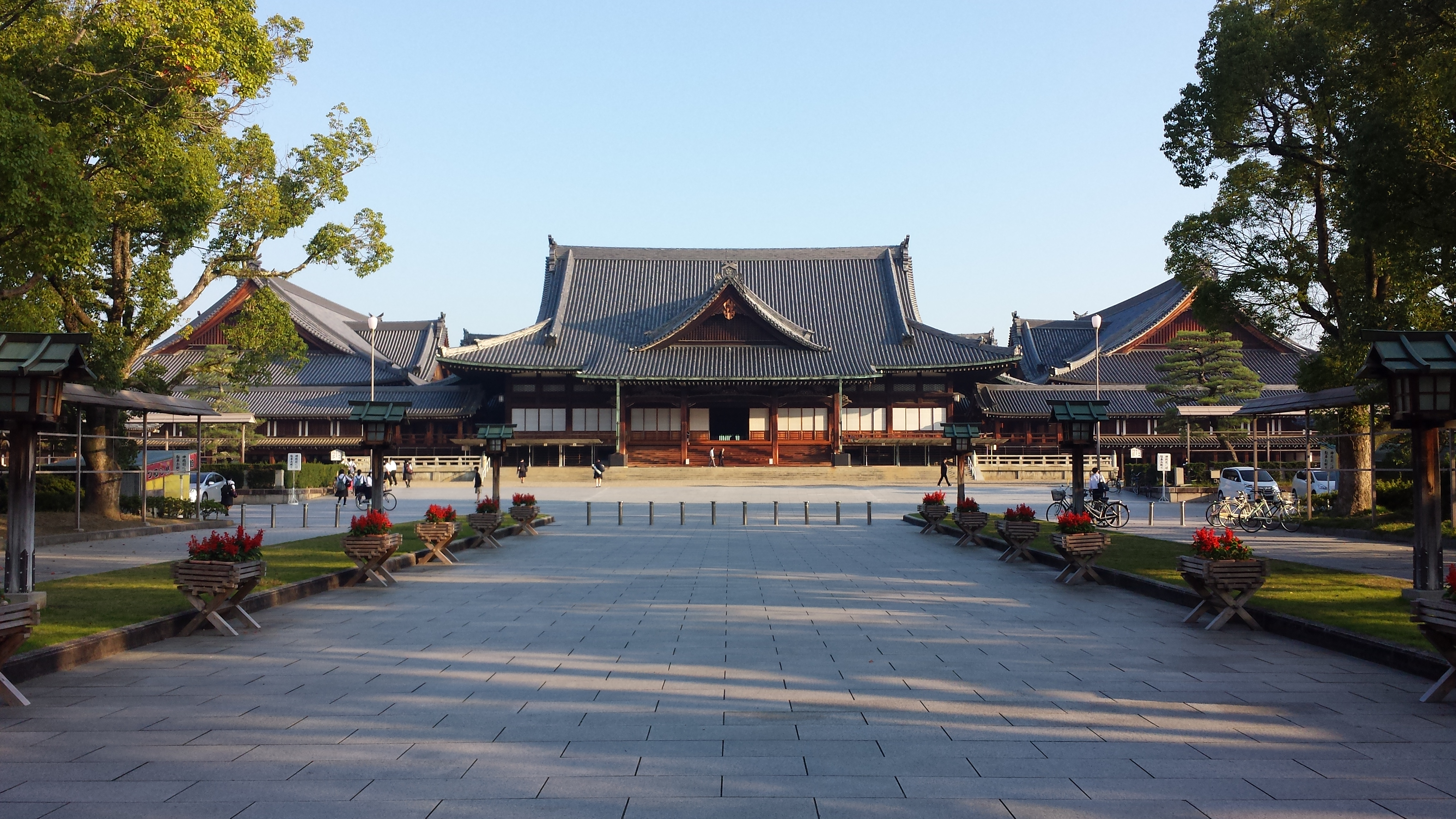
Kwatera główna wspólnoty w mieście Tenri

Słowo tenri oznacza „prawa natury”, „władzę niebios”, a kyō – „naukę”, „wiarę”, „doktrynę”, „dogmat”. 
Jest największą z nowych religii japońskich powstałych przed restauracją Meiji. W 1999 roku posiadała w Japonii 2,3 mln wiernych. Jest także jedną z religii wyznawanych na Tajwanie.
Twórczynią Tenri-kyō była szamanka Miki Nakayama (1798–1887). W 1838 roku miała dostąpić objawienia boga Tenri-Ō-no-Mikoto (jap. 天理王命), który wstąpił w jej ciało, powierzając jej misję przygotowania ludzkości na nadchodzące boskie królestwo. Data ta tradycyjnie uznawana jest za początek nowej religii, a w 1864 roku otwarta została pierwsza świątynia. Po restauracji Meiji na wyznawców Tenri-kyō spadły prześladowania pod zarzutem niedozwolonego synkretyzmu shintō z buddyzmem, a sama Nakayama była kilkukrotnie więziona. Dopiero w 1908 roku władze japońskie oficjalnie zalegalizowały nowe wyznanie. W dwudziestoleciu międzywojennym religia zaczęła zdobywać wyznawców poza Japonią, powstały pierwsze wspólnoty w Korei, Chinach i USA. Od 1945 roku organizacja podkreśla swoją odrębność od oficjalnego shintō, w 1970 roku opuściła struktury związku wspólnot kyōha-shintō.
Podstawą doktryny tenrikyō jest wiara w jedynego boga Tenri-Ō-no-Mikoto („Wszechświat jest ciałem Boga”), zwanego także Oyagami (jap. 親神; bóg rodzic). Nie odrzuca się tradycyjnych kami czczonych w shintō, ale uważa, iż wszyscy oni zawierają się w bogu jedynym. Wyznawcy oczekują nadejścia wiecznego boskiego królestwa, w którym zniknie wszelkie cierpienie, a ludzie będą cieszyć się powszechnym szczęściem. Ludzkie ciało ma udział w doskonałym ciele Boga i ludzie są wobec tego z natury dobrzy, podatni jednak na wszelkie powodujące zło splamienia takie jak gniew, chciwość, egoizm. Podstawowe praktyki religijne tenrikyō wywodzą się z obrzędów szamanistycznych. Główną z nich jest Kagura Tsutome, odprawiany 26 dnia każdego miesiąca rytualny taniec w maskach, będący symbolicznym powtórzeniem aktu stworzenia świata.